# Мацу (1944)
Мацу (Matsu, яп. 松) — ескортний міноносець типу «Мацу» Імперського флоту Японії, який взяв участь у Другій світовій війні.

## Історія створення
Корабель, який став першим серед ескортних міноносців типу «Мацу», заклали 8 серпня 1943 року на верфі ВМФ у Майдзуру. Спущений на воду 3 лютого 1944 року, став до ладу 28 квітня того ж року.

## Історія служби
Перші кілька місяців після завершення «Мацу» займався тренуваннями у водах Японського архіпелагу. У другій половині червня його вирішили використати для конвойної служби на маршруті до островів Огасавара, при цьому з 15 липня 1944-го корабель включили до 43-ї дивізії ескадрених міноносців.
29 липня 1944-го року «Мацу» вийшов з Токійської затоки для супроводу конвою № 3729, крім того, з-поміж великих кораблів охорону забезпечували легкий авіаносець «Дзуйхо» та 2 есмінці. 1 серпня конвой прибув на острів Тітідзіма, після чого «Дзуйхо» повернув назад.
4 серпня 1944-го року, діставши попередження про ймовірну ворожу атаку, кораблі, які все ще перебували на Тітдзімі, рушили назад як конвой № 4804. Втім, американське авіаносне з'єднання вже наблизилось до островів Огасавара і його літаки атакували та розгромили конвой. «Мацу» та фрегат і далі ескортували єдиний вцілілий транспорт, коли їх почали наздоганяти ворожі кораблі, що прямували для бомбардування Тітідзіми. Командир «Мацу» повернув назад із наміром затримати ворога й дати шанс іншим кораблям врятуватися. Понад годину він вів вогонь на великій дистанції із групою крейсерів та есмінців, причому в якийсь момент здійснив маневр і попрямував на схід, виманюючи за собою ворожий загін (вцілілий транспорт прямував у північному напрямку). За пів години ворожі крейсери повернули на північ, проте 3 есмінці залишились, щоб добити «Мацу», який уже міг іти зі швидкістю не більш як 15 вузлів, а невдовзі взагалі втратив хід. Ще через 40 хвилин японський корабель пішов на дно. Майже вся команда «Мацу» загинула, проте в підсумку американці підібрали 6 японських моряків (один з них згодом помер).
Також можливо відзначити, що крейсери наздогнали транспорт, який намагався врятувати «Мацу», і потопили його, втім, есмінець «Хатакадзе» та три фрегати змогли досягнути Японії.